# 천일야화 (1969년 영화)
천일야화(千夜一夜物語, One Thousand and One Arabian Nights)는 일본에서 제작된 야마모토 에이이치 감독의 1969년 애니메이션 영화이다. 아쿠타가와 히로시 등이 주연으로 출연하였다. 알려진 다른 제목은 아라비안 나이트이다.

## 출연

### 주연
- 아쿠타가와 히로시
- 아오시마 유키오

### 조연
- 엔도 슈사쿠
- 하시즈메 이사오
- 키시다 쿄코
- 코이케 아사오
- 코마츠 사쿄
- 츠츠이 야스타카
- 요시유키 준노스케